# マンダロリアン (テレビドラマ)
『マンダロリアン』（The Mandalorian）は、ルーカスフィルムが製作するアメリカ合衆国のSFテレビドラマシリーズである。

## 概要
『スター・ウォーズシリーズ』初となる実写ドラマ作品である。ストリーミング・サービス『Disney+』のキラータイトルとして、2019年11月12日のサービス開始と同時に配信がスタートした。
時系列は『ジェダイの帰還』から5年後、『フォースの覚醒』の25年前に始まる。銀河帝国の崩壊からファースト・オーダーの出現の間、新共和国の手が行き届かない地で活動する孤独なマンダロリアンのガンファイターが描かれる。クローン・ウォーズの映画並びにドラマシリーズのキャラクターが実写で登場する。
脚本・企画・ショーランナーはジョン・ファヴローが務め、エグゼクティブ・プロデューサーとしては他にデイブ・フィローニ、キャスリーン・ケネディ、コリン・ウィルソンが参加する。出演はペドロ・パスカル、ジーナ・カラーノ、ニック・ノルティ、ジャンカルロ・エスポジート、エミリー・スワロー、カール・ウェザース、オミッド・アブタヒ、ヴェルナー・ヘルツォークらである。第1シーズンは8話からなる。シーズン2は2020年10月30日から世界同時配信されている。シーズン3は2023年3月1日より配信されている。
日本では、シーズン1は2019年12月26日からウォルト・ディズニー・ジャパンとNTTドコモとの連携によって運営されている日本限定の動画配信サービス「ディズニーデラックス」で配信された。シーズン2からはDisney+で配信されている。

## あらすじ

### シーズン1のあらすじ
銀河帝国の崩壊から5年後の惑星ネヴァロで、孤独な賞金稼ぎの"マンダロリアン"は帝国とつながる集団から、生後50年の獲物を捕獲する依頼を受ける。惑星アーヴァラ7に行き、現地民クイールの助けを得て、ドロイドの賞金稼ぎIG-11を倒し獲物を捕らえる。獲物はヨーダと同じ種族の幼児(ザ・チャイルド)であり、強いフォースをふるう。ザ・チャイルドを依頼主に引き渡し、強固なベスカー鋼を報酬として受け取る。一部は鎧とし、一部は離散したマンダロリアンの将来のために寄付する。だがザ・チャイルドに愛情を持つようになり、罪悪感から奪い返す。掟を破ったためにグリーフ・カルガ率いる賞金稼ぎのギルドに追われ、隠れ住む他のマンダロリアンに助けられる。逃走中に様々な世界を訪れ、元反乱軍ショックトルーパーのキャラ・デューンと知り合う。追われることに倦み、カルガの呼びかけに応じてデューン、クイールとネヴァロに戻り、自分の本名を知るモフ・ギデオンが率いる帝国の残党らと闘う。クイールを失うも、嫌っていたドロイドのIG-11の自己犠牲に救われる。帝国の残党に追われるザ・チャイルドを連れて、ネヴァロを再び離れる。

### シーズン2のあらすじ
"マンダロリアン"はザ・チャイルドをその種族に返すことを使命とし、助けを得るために他のマンダロリアンを探す。その過程でボバ・フェットのアーマーを入手する。惑星トラスクでマンダロリアンのボ＝カターン・クライズ一党に出会い、ジェダイのアソーカ・タノに会うよう勧められる。立ち寄ったネヴァロでは、監督官になったグリーフ・カルガと保安官になったキャラ・デューンに再会し、モフ・ギデオンが生きており、ザ・チャイルドの血液を用いてフォースの再現実験をさせていることを知る。コルヴァスでアソーカ・タノに出会い、ザ・チャイルドの本名がグローグーであり、惑星コルサントのジェダイ聖堂で訓練を受けていたと聞かされ、アソーカの助言に従って惑星タイソンのジェダイ聖堂の遺跡に行く。遺跡でボバ・フェットに出会いアーマーを返却するが、モフ・ギデオンに船を破壊されグローグーを奪われる。ボバ・フェットとその連れのフェネック、そしてキャラ・デューンに助けられてモフ・ギデオンの居場所を知る。モフ・ギデオンが所有するダークセーバーと、船を渡すという条件のもと、ボ＝カターン・クライズ一党に協力を要請し、モフ・ギデオンのクルーザーに乗り込む。モフ・ギデオンを捕らえてダークセーバーの所持者となったのち多数のダーク・トルーパーに追い詰められるが、ルーク・スカイウォーカーが現れてダーク・トルーパーをすべて倒す。フォースの訓練のため、"マンダロリアン"はルークにグローグーをゆだね、ヘルメットを脱いで素顔を曝し別れを告げる。

### シーズン3のあらすじ
『ボバ・フェット/The Book of Boba Fett』において、"マンダロリアン"はヘルメットを脱いで素顔を曝したために「背教者」としてチルドレン・オブ・ザ・ウォッチを追放されたのち、グローグーと再び一緒になっている。
"マンダロリアン"は、背教者の罪を償うために、破壊・汚染されたはずの惑星マンダロアに行く。その前にダークセーバーを持たないがために兵に去られたボ＝カターン・クライズに会う。マンダロアで巨大ロボットに捕らえられるも、グローグーが呼びに行ったボ＝カターン・クライズに助け出され、鉱山の下の泉で禊をする。"マンダロリアン"を救うために泉に入ったボ＝カターンとともに、チルドレン・オブ・ザ・ウォッチに受け入れられる。グリーフ・カルガを上級監督官としていたネヴァロは海賊に襲われるも、チルドレン・オブ・ザ・ウォッチが撃退し、恩賞として広大な土地を与えられる。指導者のアーマラーは、ボ＝カターンが泉の中でミソソーを目撃したことを新時代の前兆ととらえ、ボ＝カターンに他のマンダロリアンたちを呼び戻すよう送り出す。逮捕されていたモフ・ギデオンは帝国の残党に奪回される。ボ＝カターンと"マンダロリアン"はボ＝カターンのもとを去って傭兵となっていたマンダロリアンたちに会い、ボ＝カターンがダークセーバーの正当な所持者であると認めさせる。団結したマンダロリアン艦隊はマンダロアに向かうも、地表に降りた偵察部隊はベスカー鋼のアーマーを着るストーム・トルーパー軍に待ち伏せされる。モフ・ギデオンは希少な鉱山を有するマンダロアを帝国の軍事基地とし、ベスカー鋼のアーマーと自分のクローンを大量生産しようとしている。マンダロリアンはストーム・トルーパーと戦い、主力艦を基地に墜落させて破壊し、ボ＝カターンと"マンダロリアン"そしてグローグーはモフ・ギデオンと戦って倒すもダークセーバーは壊れる。マンダロアは復活し、グローグーは"マンダロリアン"の弟子と認められる。二人はネヴァロに住み、辺境で新共和国の仕事を請け負うことにする。

## エピソード

### シーズン1のエピソード
| 通算 話数 | シーズン 話数 | タイトル                                     | 監督                       | 脚本                                        | 公開日         |
| --- | ------------- | -------------------------------------------- | -------------------------- | ------------------------------------------- | -------------- |
| 1 | 1             | "マンダロリアン" Chapter 1: The Mandalorian" | デイブ・フィローニ         | ジョン・ファヴロー                          | 2019年11月12日 |
| 銀河帝国の崩壊から5年後の惑星ネヴァロで、"マンダロリアン"はグリーフ・カルガに斡旋されて、帝国とつながる謎のクライアントから名前の分からない50歳の"獲物"の殺害あるいは捕獲を依頼される。クライアントの仲間のドクター・パーシングは生きたまま連れ帰るよう念を押す。"マンダロリアン"は前金として受け取った神聖なるベスカー鋼をもってマンダロリアンのアーマラーのところに行き、鎧の肩当てを作らせる。"マンダロリアン"は"獲物"がいる惑星アルバラー7に行き、地元民アグノートの農民クイールの助けを得る。ドロイドの賞金稼ぎIG-11と組んで防御の固いキャンプに入り、"獲物"がヨーダと同じ種族の幼児ザ・チャイルドであることを知る。ザ・チャイルドを殺そうとしたIG-11を破壊する。 |               |                                              |                            |                                             |                |
| 2 | 2             | "ザ・チャイルド" "Chapter 2: The Child"      | リック・ファミュイワ       | ジョン・ファヴロー                          | 2019年11月15日 |
| ザ・チャイルドを連れて船に戻る途中、"マンダロリアン"はトランドーシャンの賞金稼ぎの奇襲を撃退する。自船レイザー・クレストに戻るが、船はジャワに部品を持ち去られ穴だらけの無残な姿となっている。"マンダロリアン"は逃げ出したジャワのサンドクローラーに乗り込むが振り落とされる。翌日、クイールの仲立ちでジャワと交渉して"卵"と交換に船の部品を取り戻す取引を結ぶ。"マンダロリアン"は洞窟に住む犀のごときマッドホーンと戦うが追いつめられる。だがザ・チャイルドがフォースを使ってマッドホーンを浮上させ、驚いた隙に"マンダロリアン"がマッドホーンを殺して"卵"を持ち帰る。船の部品を取り戻した"マンダロリアン"はクイールと共に船を修理し、ザ・チャイルドを連れて惑星を離れる。 |               |                                              |                            |                                             |                |
| 3 | 3             | "罪" "Chapter 3: The Sin"                    | デボラ・チョウ             | ジョン・ファヴロー                          | 2019年11月22日 |
| "マンダロリアン"はネヴァロに戻ってザ・チャイルドをクライアントに渡し、賞金として大量のベスカー鋼を手に入れる。ザ・チャイルドをどうするのかと尋ねるが、賞金稼ぎギルドの規約を盾にされて回答は得られない。マンダロリアンたちの秘密の隠れ家に戻り、アーマラーにベスカー鋼を渡し、鎧の胸当てを作らせ、残ったベスカー鋼はマンダロリアンの未来のために寄付する。グリーフ・カルガから新しい仕事を受けるが、罪悪感からクライアントの基地に戻る。多くのストームトルーパーを倒し、ドクター・パーシングの実験室からザ・チャイルドを取り返す。船に戻る途中、グリーフ・カルガら多くの賞金稼ぎに襲われザ・チャイルドを返すよう求められるが拒否する。激しい戦いで追い詰められると、隠れ家から多数のマンダロリアンが援護に現れる。"マンダロリアン"はザ・チャイルドと共に船でネヴァロを離れる。 |               |                                              |                            |                                             |                |
| 4 | 4             | "楽園" "Chapter 4: Sanctuary"                | ブライス・ダラス・ハワード | ジョン・ファヴロー                          | 2019年11月29日 |
| "マンダロリアン"はザ・チャイルドを連れ、身を隠すために人口の希薄な惑星ソーガンに来て、元反乱軍ショックトルーパーのキャラ・デューンに会う。二人は戦い、キャラは惑星を離れるよう言う。"マンダロリアン"が出発の準備をしているところに村人が現れ、クラトゥイニアンの襲撃者から守ってくれるよう依頼する。"マンダロリアン"は宿と金を受け取って引き受け、キャラを仲間として雇う。ヘルメットについて聞かれ、子供のころから誰にも顔を見せていないと答える。"マンダロリアン"とキャラは襲撃者がAT-ST (全地形対応偵察トランスポート)を持っていることを知るが、村人は逃げようとしない。二人は村人を戦闘訓練し、AT-STに罠をしかける。襲撃があり、AT-STは破壊され、生き残った襲撃者は逃げる。"マンダロリアン"は村の子供たちと楽しそうに遊ぶザ・チャイルドを置いて、1人で惑星を離れようと考える。だがザ・チャイルドにロックされた追跡装置を持つギルドの賞金稼ぎが現れて、キャラに殺される。村も安全でないことを知った"マンダロリアン"はザ・チャイルドを連れて惑星を離れる。 |               |                                              |                            |                                             |                |
| 5 | 5             | "ガンファイター" "Chapter 5: The Gunslinger" | デイブ・フィローニ         | デイブ・フィローニ                          | 2019年12月6日  |
| "マンダロリアン"はザ・チャイルドを求める賞金稼ぎの宇宙船を返り討ちにし、損傷した船の修理のためにタトゥイーンに降りてペリ・モットーの修理工場に来る。修理費を稼ぐために酒場で仕事を探し、ギルドに加入しようとする若い賞金稼ぎのトロ・カリカンに出会う。"マンダロリアン"はカリカンを助けて危険な傭兵であるフェネック・シャンドを捕まえる。スピーダーの一機が壊れ、カリカンがシャンドを見張る間、"マンダロリアン"はデューバックを探しに行く。シャンドは"マンダロリアン"がギルドの裏切り者であり自分よりも価値があるとカリカンに教え、"マンダロリアン"を捕える手助けを申し出るが、カリカンに殺される。"マンダロリアン"は修理工場に行き、モットーとザ・チャイルドを人質にして自分を捕えようとするカリカンを殺す。カリカンの金で修理費を払い、宇宙船を離陸させる。謎の姿がシャンドの死体に近づく。 |               |                                              |                            |                                             |                |
| 6 | 6             | "囚人" "Chapter 6: The Prisoner"             | リック・ファミュイワ       | クリストファー・ヨスト&リック・ファミュイワ | 2019年12月13日 |
| "マンダロリアン"は以前の仕事仲間ランの宇宙ステーションに行き、5人からなる作戦に参加し自分の船を提供する。他の4人は帝国の元狙撃手メイフェルド、デヴォラニアンの力自慢バーグ、ドロイドのパイロットQ9-0(ゼロ)、そしてトワイレクのナイフ使いシアンであり、新銀河共和国の監獄船からシアンの兄のクインを救出しようとする。Q9-0を除く4人は監獄船に乗り込むが、緊急ビーコンが作動されてしまう。5人はクインを救出するが、"マンダロリアン"は仲間に裏切られて牢に入れられる。"マンダロリアン"は脱出して仲間を一人ずつ倒しクインを捕える。一方でQ9-0はグリーフ・カルガからの通信を解読し、ザ・チャイルドの価値を知るが、"マンダロリアン"に倒される。"マンダロリアン"はクインをランに渡す。ランは裏切り、戦闘機を発進させて"マンダロリアン"を殺そうとするが、クインの体にはビーコンが仕掛けられており、Xウィングの編隊がステーションを襲う。メイフェルド、バーグ、シアンは監獄船の牢に閉じ込められている。 |               |                                              |                            |                                             |                |
| 7 | 7             | "罰" "Chapter 7: The Reckoning"              | デボラ・チョウ             | ジョン・ファヴロー                          | 2019年12月18日 |
| "マンダロリアン"はグリーフ・カルガからメッセージを受け取る。カルガの街はザ・チャイルドを求めるクライアントの率いるトルーパーに支配されており、ザ・チャイルドを餌にしてクライアントを殺し街を解放すれば、賞金稼ぎギルドからの追及を解くと提案される。"マンダロリアン"は罠を疑ってキャラ・デューン、クイール、修理され再プログラムされたIG-11を仲間にくわえる。惑星ネヴァロに着き、カルガらと会うが、マイノックに襲われてカルガは負傷する。ザ・チャイルドがフォースでカルガの傷を治すと、カルガは仲間の賞金稼ぎ達を撃って寝返り、マンダロリアンを殺しザ・チャイルドを奪う計画であったことを告白する。デューンが"マンダロリアン"を捕えたふりをしてカルガとともに街に入り、クライアントに会う。クイールはザ・チャイルドを船に連れて行く。モフ・ギデオンのトルーパーが建物を囲みクライアントを殺す。街の外の砂漠では、スカウトトルーパーがクイールを殺し、ザ・チャイルドを手に入れる。 |               |                                              |                            |                                             |                |
| 8 | 8             | "贖罪" "Chapter 8: Redemption"               | タイカ・ワイティティ       | ジョン・ファヴロー                          | 2019年12月27日 |
| IG-11はスカウトトルーパーからザ・チャイルドを救い出す。ギデオンの率いるトルーパー軍はカルガ、デューン、"マンダロリアン"らの立てこもる建物を包囲し、"マンダロリアン"を本名ディン・ジャリンで呼ぶ。IG-11が来て包囲軍を襲撃し、その隙に一行は脱出しようとするが、"マンダロリアン"がギデオンに負傷させられて一行は建物に戻る。ザ・チャイルドはフレイムトルーパーの炎をフォースではね返す。マンダロリアンはカルガとデューンにザ・チャイルドを連れて下水溝から脱出させる。IG-11は"マンダロリアン"のヘルメットを外してバクタで治療するが、ドロイドであるために顔を見せてはならない掟は破られない。"マンダロリアン"とIG-11は仲間に合流する。他のマンダロリアンの助けを求めるが、アーマラー以外の多くが殺されるか逃げ出している。アーマラーはザ・チャイルドをその種族のもとに戻すよう求め、マッドホーンの印章とジェットパックを"マンダロリアン"に与える。アーマラーを残し、一行は地下を流れる溶岩の川を船で渡る。出口がストームトルーパーに包囲されていたため、IG-11は製造者のプロトコルに従いストームトルーパーを巻き添えにして自爆する。"マンダロリアン"はギデオンの乗るTIEファイターを、ジェットパックで墜落させる。カルガは"マンダロリアン"にギルド復帰を誘うが、"マンダロリアン"はザ・チャイルドの世話をするために断る。クイールを埋葬した後、"マンダロリアン"はザ・チャイルドとともにネヴァロを離れ、カルガとデューンは残る。ギデオンは黒い剣でTIEファイターを切り開き脱出する。 |               |                                              |                            |                                             |                |

### シーズン2のエピソード
| 通算 話数 | シーズン 話数 | タイトル                            | 監督                       | 脚本                 | 公開日         |
| --- | ------------- | ----------------------------------- | -------------------------- | -------------------- | -------------- |
| 9 | 1             | "保安官" "Chapter 9: The Marshal"   | ジョン・ファヴロー         | ジョン・ファヴロー   | 2020年10月30日 |
| "マンダロリアン"はザ・チャイルドをその種族に戻すために他のマンダロリアンを探し、タトゥイーンの街モス・ペルゴに行き、ボバ・フェットの鎧を着る保安官コブ・ヴァンスに会う。街を襲うクレイト・ドラゴンを倒せば鎧を返す約束をし、街の人々と敵対するタスケン・レイダーを協力させ、共同作戦を立てる。洞窟からおびき出したクレイト・ドラゴンに、爆薬を満載したバンサと自分を飲み込ませてから脱出し、爆殺する。ヴァンスは鎧を"マンダロリアン"に返し、ボバ・フェットが遠くから見る。 |               |                                     |                            |                      |                |
| 10 | 2             | "乗客" "Chapter 10: The Passenger"  | ペイトン・リード           | ジョン・ファヴロー   | 2020年11月6日  |
| "マンダロリアン"はペリ・モットーに他のマンダロリアンの居場所を知っているというカエル型種族のフロッグ・レディを紹介され、彼女とその未授精卵とともに光速以下でトラスクに向かう。新銀河共和国の二隻のXウィングに誰何され、逃亡して氷の惑星の洞窟内に不時着する。蜘蛛の群れに襲われるが、Xウィングのパイロットに救われる。囚人の脱獄補助の罪は、他の3人の犯罪者を逮捕したために見逃される。応急修理を施した船で離陸する。ザ・チャイルドは密かに卵を食べる。 |               |                                     |                            |                      |                |
| 11 | 3             | "後継者" "Chapter 11: The Heiress"  | ブライス・ダラス・ハワード | ジョン・ファヴロー   | 2020年11月13日 |
| "マンダロリアン"はトラスクに着き、フロッグ・レディの夫の情報で他のマンダロリアンを探すために漁船に乗る。ザ・チャイルドを奪われそうになるが、ボ＝カターン・クライズ率いる3人のマンダロリアンに救われる。顔を見せることを厭わず、マンダロアを奪回しようとする3人は、ジェダイを紹介する見返りに帝国軍の貨物船からの武器奪取の手助けを求める。マンダロリアンたちは船を制圧し、船長はモフ・ギデオンの指令で船を墜落させようとするも失敗し、ダークセーバーの在りかを答えない。"マンダロリアン"はボ＝カターンの仲間に加わる誘いを断り、ザ・チャイルドとともにアソーカ・タノのいるという惑星コルヴァスに向かう。 |               |                                     |                            |                      |                |
| 12 | 4             | "包囲" "Chapter 12: The Siege"      | カール・ウェザース         | ジョン・ファヴロー   | 2020年11月20日 |
| "マンダロリアン"は船の修理のためにネヴァロに立ち寄り、監督官グリーフ・カルガと保安官キャラ・デューンに再会する。二人の依頼で、ミスロル人を加えて無人のはずの帝国軍基地を破壊しに出かける。基地は大勢のストームトルーパーに警備されており、4人は溶岩が基地を襲うよう計らう。基地内で、三日前にドクター・パーシングからモフ・ギデオンに宛てた、ザ・チャイルドからの輸血によるフォースの再現実験に関する通信を目にする。逃げる彼らは追跡する帝国軍を倒し、基地は溶岩で破壊される。"マンダロリアン"とザ・チャイルドはアソーカに会うために出発する。新共和国が調査にネヴァロを訪れる。レイザー・クレストにはビーコンが密かに仕掛けられており、モフ・ギデオンはその行き先を把握する。 |               |                                     |                            |                      |                |
| 13 | 5             | "ジェダイ" "Chapter 13: The Jedi"   | デイブ・フィローニ         | デイブ・フィローニ   | 2020年11月27日 |
| "マンダロリアン"はザ・チャイルドを連れて、アソーカ・タノがいるという惑星コルヴァスの街カロダンに来る。圧政を敷く監督官から、ベスカー鋼と引き換えにアソーカを殺す取引を持ち掛けられる。街の外の荒野で出会ったアソーカ・タノはザ・チャイルドと意志を通じさせ、その本名がグローグーであり、惑星コルサントのジェダイ聖堂で訓練を受けたのちに帝国から隠れて生きてきたことを明らかにする。怒りと恐れを抱いたジェダイは危険だと言い、グローグーの訓練を断る。二人はカロダンを襲って帝国の兵を皆殺しにするが、アソーカはスローン大提督の居場所を聞き出せない。アソーカはベスカー鋼の槍を"マンダロリアン"に与え、タイソン星のジェダイ聖堂に行くことを勧める。 |               |                                     |                            |                      |                |
| 14 | 6             | "悲劇" "Chapter 14: The Tragedy"    | ロバート・ロドリゲス       | ジョン・ファヴロー   | 2020年12月4日  |
| "マンダロリアン"はアソーカの指示に従い、グローグーをタイソン星のジェダイ聖堂の遺跡に連れて来て石の上に載せる。グローグーはフォースフィールドを周囲に張り、瞑想状態に入る。ボバ・フェットが、腹部を機械化したフェネック・シャンドを伴って現れ、アーマーを返さなければグローグーを殺すと脅し、"マンダロリアン"は応じる。多数のストームトルーパーの一団が現れ、3人と戦う。モフ・ギデオンの軽クルーザーが来てレイザー・クレストを破壊し、ダークトルーパーを送り込んでグローグーを誘拐して去る。アーマーを取り戻したボバ・フェットと彼に恩義のあるフェネックは援助を約束する。3人はボバ・フェットの船でナヴァロに行き、"マンダロリアン"はモフ・ギデオンを探すため、新共和国保安官となっていたキャラ・デューンに囚人メイフェルドの釈放を求める。グローグーの強いフォースを目にしたギデオンはドクター・パーシングに連絡を取る。 |               |                                     |                            |                      |                |
| 15 | 7             | "信奉者" "Chapter 15: The Believer" | リック・ファミュイワ       | リック・ファミュイワ | 2020年12月11日 |
| "マンダロリアン"、キャラ・デューン、ボバ・フェット、フェネックは刑務所からメイフェルドの身柄を引き取り、ザ・チャイルドを捕らえたモフ・ギデオンの居場所を知るために惑星モラクに向かう。"マンダロリアン"とメイフェルドはライドニウム運搬車を乗っ取り、襲撃を振り切って精錬所に入る。食堂にあるターミナルにアクセスしようとするが、メイフェルドの知己の上官ヘスがいるために、"マンダロリアン"がヘルメットを外し素顔をターミナルにスキャンさせて情報を得る。帝国の逆襲を語るヘスをメイフェルドが殺し、二人は脱出し仲間と合流する。メイフェルドは精錬所を爆破し、キャラ・デューンに自由の身としてもらう。"マンダロリアン"はモフ・ギデオンにメッセージを送る。 |               |                                     |                            |                      |                |
| 16 | 8             | "救出" "Chapter 16: The Rescue"     | ペイトン・リード           | ジョン・ファヴロー   | 2020年12月18日 |
| "マンダロリアン"、キャラ・デューン、ボバ・フェット、フェネック・シャンドはラムダ・シャトルに乗るドクター・パーシングを捕らえてモフ・ギデオンの船の情報を得る。4人はダークセーバーを求めるボ＝カターン・クライズおよびコスカ・リーヴスと協力し、味方を装ってモフ・ギデオンの乗るクルーザーに乗り込む。多数のダークトルーパーが起動され、"マンダロリアン"は一体をようやく倒し、他を船外に放出する。ダークセーバーを振るうギデオンとベスカー鋼の槍で戦って捕らえ、ダークセーバーを取り上げる。ボ＝カターンは"マンダロリアン"と戦ってダークセーバーを獲なければ正当な所持者とはなれない立場に置かれる。多数のダークトルーパーが船に戻り、"マンダロリアン"らを圧倒しそうになるが、ルーク・スカイウォーカーが到着してダークトルーパーをすべて倒す。"マンダロリアン"は、掟に反してヘルメットを脱ぎザ・チャイルドに素顔を見せた後、フォースの使い方を学ぶためにスカイウォーカーおよびR2-D2に同行させる。フェットはフェネックとともにタトゥイーンのジャバ・ザ・ハットの宮殿に行き、後釜となっていたビブ・フォーチュナを殺し、玉座に座る。 |               |                                     |                            |                      |                |

1. ↑  S1E6、『囚人』
2. ↑  S1E1で"マンダロリアン”に冷凍されたお尋ね者
3. ↑  S1E5, ガンファイター
4. ↑  S2E1,保安官
5. ↑  S1E6, 囚人

### シーズン3のエピソード
| 通算 話数 | シーズン 話数 | タイトル                                                              | 監督                       | 脚本                                    | 公開日        |
| --- | ------------- | --------------------------------------------------------------------- | -------------------------- | --------------------------------------- | ------------- |
| 17 | 1             | "チャプター17: 背教者" "Chapter 17: The Apostate"                     | リック・ファミュイワ       | ジョン・ファヴロー                      | 2023年3月1日  |
| "マンダロリアン"は再びグローグーとともに旅をする。ヘルメットを脱いで顔をさらし背教者となった罪を贖うため、マンダロアの鉱山の下の泉で身を清めようとする。核光線で結晶化したマンダロアの地表の結晶をアーマラーに見せ、汚染はされてないと話す。ネヴァロに行き、上級監督官となっているグリーフ・カルガに再会し、海賊王ゴリアン・シャードの手下を倒す。IG-11の修理を依頼した後にネヴァロを離れる、ゴリアン・シャードの待ち伏せを振り切ったのちに、マンダロア星系の星カレヴァラに来て、ダークセーバーを持たないために仲間に去られたボ＝カターン・クライズに再会する。 |               |                                                                       |                            |                                         |               |
| 18 | 2             | "チャプター18: マンダロアの鉱山" "Chapter 18: The Mines of Mandalore" | レイチェル・モリソン       | ジョン・ファヴロー                      | 2023年3月8日  |
| "マンダロリアン"とグローグーはタトゥイーンに行き、ペリ・モットーからIG-11の記憶回路を買おうとするがペリは代わりにR5ドロイドを売る。二人はマンダロアに行き、R5の分析で空気は呼吸可能であり、「マンダロアの呪い」はないことを知る。"マンダロリアン"は鉱山の下の泉を探して地下に降り、ロボットに操縦される巨大な蟹のようなロボットに捕らえられ、ボ＝カターンに救いを求めるようグローグーに頼む。グローグーは一人でカレヴァラに行き、ボ＝カターンと一緒にマンダロアに戻る。ボ＝カターンはアラマイトを倒し、さらにはダークセーバーを使って巨大ロボットを倒して"マンダロリアン"を救出する。"マンダロリアン"は教義に従って鉱山の下の泉を探し、ボ＝カターンの案内でたどり着く。"マンダロリアン"は泉に入って身を清めるが、突然水中に引き込まれる。ボ＝カターンが彼を救出し、泉の底にかつてマンダロア・ザ・グレートが乗りこなしたと言う伝説の獣ミソソーを垣間見る。 |               |                                                                       |                            |                                         |               |
| 19 | 3             | "チャプター19: 改心" "Chapter 19: The Convert"                        | リー・アイザック・チョン   | Noah Kloor & ジョン・ファヴロー         | 2023年3月15日 |
| "惑星カヴァレラに戻ろうとする"マンダロリアン"とボ＝カターンは迎撃されボ＝カターンの家は破壊される。二人はチルドレン・オブ・ザ・ウォッチのアジトに逃げる。アーマラーは二人が泉の水で清められ償いが済んだことを認め仲間に迎える。1兆人が住む惑星コルサントでは、かつて帝国に仕えた人々が新共和国の恩赦計画で再教育を受ける。その中でドクター・パーシングはクローンと遺伝子工学の研究を禁じられ、つまらない事務職につかされる。次第に苛立ちを募らせ、かつてのモフ・ギデオンの部下イライア・ケインの助けで密かに帝国の廃船から設備を回収し、研究を再開しようとする。ケインに裏切られて逮捕され、洗脳処置を受けさせられる。 |               |                                                                       |                            |                                         |               |
| 20 | 4             | "チャプター20: 孤児" "Chapter 20: The Foundling"                      | カール・ウェザース         | ジョン・ファヴロー & デイブ・フィローニ | 2023年3月22日 |
| グローグーはマンダロリアンとしての訓練を始める。マンダロリアンの少年ラグナーが巨鳥にさらわれ、巣に連れ去られる。ボ＝カターンが捜索隊を率い、"マンダロリアン"がラグナーを救い出す。アーマラーはグローグーのために鎧を作る。グローグーはかつて帝国の追求からジェダイによって救出されたことを思い出す。捜索隊が戻り、アーマラーはボ＝カターンの失った肩甲を鍛える。ボ＝カターンはミソソーの印章を求め、マンダロアでミソソーを目撃したと語る。 |               |                                                                       |                            |                                         |               |
| 21 | 5             | "チャプター21: 海賊" "Chapter 21: The Pirate"                         | ピーター・ラムジー         | ジョン・ファヴロー                      | 2023年3月29日 |
| 海賊王ゴリアン・シャードの船がネヴァロを襲う。グリーフ・カルガは新共和国に助けを求める。キャプテン・テヴァはコルサントに行き巡視隊の派遣を求めるが、新共和国にいまだ加盟していないネヴァロには援助が与えられない。キャプテン・テヴァはマンダロリアンたちのアジトに行き、グリーフ・カルガに恩義のある"マンダロリアン"に支援を要請する。かつてネヴァロでカルガと戦ったものの息子の命を"マンダロリアン"に救われたラグナーの父パズ・ヴィズラが賛成し、支援が決定される。マンダロリアンたちはネヴァロに行き、ゴリアン・シャードを倒す。グリーフ・カルガに広大な土地を与えられる。アーマラーはボ＝カターン・クレイズにヘルメットを脱がせ、他のマンダロリアンたちを呼び寄せるよう送り出す。キャプテン・テヴァは、護送船が襲われてモフ・ギデオンが連れ去られ、残骸にはベスカー鋼の破片が残っていることを目撃する。 |               |                                                                       |                            |                                         |               |
| 22 | 6             | "チャプター22: 傭兵" "Chapter 22: Guns for Hire"                      | ブライス・ダラス・ハワード | ジョン・ファヴロー                      | 2023年4月5日  |
| マンダロリアン傭兵艦隊を率いるアックス・ウォーヴスは、駆け落ちしたモン・カラマリ総督の息子を連れ戻す仕事をする。ボ＝カターンと"マンダロリアン"は、マンダロリアン傭兵艦隊を連れ戻すために繁栄し享楽にふける惑星プラジール15に来る。傭兵艦隊に会わせる条件として、指導者夫妻は再生されたはずのバトル・ドロイドの誤作動の事件を解決するよう依頼する。二人は、保安部のヘルゲイト長官が実は分離主義者であり、ドロイドたちにナノ・ドロイドを含む亜粒子を飲ませて誤作動を起こさせていたことを知る。二人は傭兵艦隊に会い、ボ＝カターンはアックスと決闘して勝つ。"マンダロリアン"は、マンダロアで自分を倒した巨大ロボットをボ＝カターンが倒したので、彼女が正当なダークセーバーの所持者であると主張して認められる。 |               |                                                                       |                            |                                         |               |
| 23 | 7             | "チャプター23: スパイ" "Chapter 23: The Spies"                        | リック・ファミュイワ       | ジョン・ファヴロー & デイブ・フィローニ | 2023年4月12日 |
| モフ・ギデオンはスパイとして潜入していたイライア・ケインから、マンダロリアンが団結してマンダロアを奪回しようとしていると聞く。旧帝国の将軍たちと会談して援軍を要請する。マンダロリアンの傭兵の艦隊がネヴァロに着き、ボ＝カターンは同胞たちにマンダロア奪回計画を説明する。グリーフ・カルガは操縦型に改造され、IG-12と改名されたIG-11を引き渡し、グローグーが操縦席におさまる。マンダロリアン艦隊はマンダロアに着く。ボ＝カターン率いる偵察部隊は地表でボ＝カターンに忠誠を誓う、地上を走るヨットに乗る別のマンダロリアンのグループに出会う。ボ＝カターンは、「大粛清」の最後に、都市と民の命を救うために自分がモフ・ギデオンに降伏したが裏切られてマンダロアが破壊され、ダークセイバーが奪われたと告白する。グローグーはグループ間のもめ事を止める。偵察部隊たちの乗るヨットは破壊され、案内された「鍛冶場」は帝国の基地となっている。ベスカー鋼のアーマーを着るストームトルーパーの軍に待ち伏せされ罠にはまる。モフ・ギデオンが姿を現し、マンダロアを軍事基地とし、その資源であるベスカー鋼のアーマーを使ってダーク・トルーパーの軍を作っていると語り、"マンダロリアン"を捕らえる。タイ・インターセプターを飛ばしてマンダロリアン艦隊を攻撃させる。ボ＝カターンはダークセイバーを使って脱出口を切り開いて仲間たちと逃げる。パズ・ヴィズラは残り敵を食い止めるも3人のプレトリアン・ガードに倒される。 |               |                                                                       |                            |                                         |               |
| 24 | 8             | "チャター24: 帰還" "Chapter 24: The Return"                           | リック・ファミュイワ       | ジョン・ファヴロー                      | 2023年4月19日 |
| マンダロリアン艦隊を攻めるために帝国の爆撃機が発進する。アックスは飛翔し主力艦に乗り込んで囮になり、他のマンダロリアンたちはクルーザーに乗り込んで地上に降りる。ボ＝カターンらと合流し、ストームトルーパーの大軍と戦う。"マンダロリアン"はグローグーの操縦するIG-11に救われる。二人はモフ・ギデオンを倒すことに決め、R5に帝国基地の制御を操らせて基地に侵入する。多数のモフ・ギデオンのクローンを発見して破壊する。ボ＝カターンが助けに入ってベスカー鋼のアーマーを着るモフ・ギデオンと戦い、ダークセーバーは破壊される。"マンダロリアン"とグローグーは3人のプレトリアン・ガードを倒す。アックスは主力艦を帝国基地に墜落させて大爆発を引き起こし、モフ・ギデオンは死ぬも、グローグーのフォースでボ＝カターンと"マンダロリアン"は守られる。戦いの後、ラグナーは泉で洗礼を受け、グローグーは"マンダロリアン"の養子で弟子ディン・グローグーとアーマラーに認められる。泉の底でミソソーが目覚める。全マンダロリアンの前で、ボ＝カターンが鍛冶場に炎を復活させる。"マンダロリアン"はキャプテン・テヴァに会い、辺境で新共和国の仕事を請け負いたいと言う。IG-11の部品を見つけて修理し、ネヴァロの新保安官とする。"マンダロリアン"とグローグーはネヴァロに家を構える。 |               |                                                                       |                            |                                         |               |

1. ↑  『ボバ・フェット/The Book of Boba Fett』E7 「チャプター７：名誉のために」でグローグーはルーク・スカイウォーカーでの修行を止めて"マンダロリアン"の元に戻る
2. ↑  S2E7, 『信奉者』、『ボバ・フェット/The Book of Boba Fett』E5 「チャプター5：マンダロリアンの帰還」
3. ↑  S3E7, 『救出』でモフ・ギデオンに"マンダロリアン"が勝って奪う

## 登場人物

### メイン
“マンダロリアン” / ディン・ジャリン
演-ペドロ・パスカル/日本語吹替-阪口周平
マンダロリアンの賞金稼ぎ。通称「マンドー」。
“ザ・チャイルド” / グローグー
ヨーダと同じ種族の50歳の赤子。強いフォースをふるう。

### リカーリング
グリーフ・カルガ
演-カール・ウェザース/日本語吹替-楠見尚己
賞金稼ぎギルドのリーダー。のちにネヴァロの監督官。
ミスロル
演-ホレイショ・サンズ/日本語吹替-遠藤純一
賞金首。青い肌をしたエイリアン。(S1)
キャラ・デューン
演-ジーナ・カラーノ/日本語吹替-鷄冠井美智子
元反乱軍ショック・トルーパー。のちにネヴァロの保安官。のちに新共和国の保安官。(S1 - S2)
クイール
演-ミスティ・ローザス/声-ニック・ノルティ/日本語吹替-堀越富三郎
地元民アグノートの農民。(S1)
IG-11
声-タイカ・ワイティティ/日本語吹替-上田燿司
賞金稼ぎのドロイド。(S1,S3)
ペリ・モットー
演-エイミー・セダリス/日本語吹替-定岡小百合
タトゥイーンの修理工場主。
ミグズ・メイフェルド
演-ビル・バー、日本語吹替-西村太佑
帝国の元狙撃手。(S1)
フェネック・シャンド
演-ミンナ・ウェン/日本語吹替-花藤蓮
プロの暗殺者。(S2)
ボバ・フェット
演-テムエラ・モリソン/日本語吹替-金田明夫
マンダロリアンの賞金稼ぎ。(S2)
ボ＝カターン・クライズ
演-ケイティー・サッコフ/日本語吹替-志田有彩
マンダロア奪還を図る名家出身のマンダロリアン。モフ・ギデオンが所有するダークセーバーを取り戻す為に戦っている。(S2-)
テレビアニメ『スター・ウォーズ/クローン・ウォーズ』からの登場キャラクター。原語版の声優であるサッコフ氏が演じ、日本語吹替も志田氏が続投している。
コスカ・リーヴス
演-メルセデス・ケストナー・バーナード/日本語吹替-大平あひる
ボ＝カターンの仲間。(S2-)
カーソン・テヴァ
演-ポール・サン＝ヒョンジュ・リー/日本語吹替-丸山壮史
新共和国のT-65B Xウイング・スターファイターのパイロット。(S2-)
ゴリアン・シャード
声-ノンソー・アノジー/日本語吹替-宮内敦士
カルガと旧知の海賊王。(S3)
ヴェイン
演-Marti Matulis/日本語吹替-高木渉
ゴリアン・シャードの手下。(S3)

### "チルドレン・オブ・ザ・ウォッチ"関係者
アーマラー
演-エミリー・スワロー/日本語吹替-藤貴子
マンダロリアンの武器師で戦士たちの指導者。教義をすべて暗記しており、"マンダロリアン"に助言を与える。(S1,S3)
パズ・ヴィズラ
演-タイット・フレッチャー/日本語吹替-宮本崇弘
チルドレン・オブ・ザ・ウォッチの一員であるマンダロリアン。第3シーズンではラグナーという息子が登場する。

### ゲスト

#### シーズン1
スピーダーのパイロット
演-ブライアン・ポセーン
パズ・ヴィズラ
声-ジョン・ファヴロー
大量のベスカーを持ち込んだディン・ジャリンに難癖をつけるマンダロリアンの男性。
オメラ
演-ジュリア・ジョーンズ
ソーガンで“マンダロリアン”に宿を提供する未亡人。
ウィンタ
演-イスラ・ファリス
オメラの娘。
キャベン
演-アシフ・アリ
ソーガンの農夫。
ストーク
演-ユージン・コルデロ/日本語吹替-古賀明
ソーガンの農夫。
ライオット・マー
演-リオ・ハックフォード/日本語吹替-山橋正臣
“マンダロリアン”と闘う賞金稼ぎ。
トロ・カリカン
演-ジェイク・カンナベール
タトゥイーンの若い賞金稼ぎ。
ラン
演-マーク・ブーン・ジュニア/日本語吹替-玉野井直樹
宇宙ステーション在住の“マンダロリアン”の旧知の人物。
シアン
演-ナタリア・テナ/日本語吹替-金田愛
クインの妹のトワイレック人
バーグ
演-クランシー・ブラウン/日本語吹替-北村健次
デヴァロニアンの力自慢。
ゼロ
声-リチャード・アイオアディ/日本語吹替-長谷川敦央
ドロイドのパイロット
クイン
演-イスマエル・クルス・コルドバ/日本語吹替-坂詰貴之
新銀河共和国に捕らえられたトワイレック人でシアンの兄。
ラント・ダヴィン
演-マット・ランター
トラッパー・ウルフ
演-デイブ・フィローニ
新共和国のX-Wingパイロット。
ジッブ・ドッジャー
演-リック・ファミュイワ
新共和国のX-Wingパイロット。
サッシュ・ケッター
演-デボラ・チョウ
新共和国のX-Wingパイロット。

#### シーズン2
ゴア・コレシュ
演-ジョン・レグイザモ/日本語吹替-廣田行生
“マンダロリアン”からベスカー鋼の鎧を奪おうとする犯罪者。
コブ・ヴァンス
演-ティモシー・オリファント/日本語吹替-さかき孝輔
タトゥイーンの街モス・ペルゴの保安官。
アソーカ・タノ
演-ロザリオ・ドーソン/日本語吹替-伊藤静
アナキン・スカイウォーカー の弟子（パダワン）だったジェダイ 。アニメ映画『スター・ウォーズ/クローン・ウォーズ』とそのテレビアニメシリーズ及び『スター・ウォーズ 反乱者たち』からの登場キャラクター。
ルーク・スカイウォーカー
演-マーク・ハミル、マックス・ロイド＝ジョーンズ（※ローブ姿のモーションアクター）/日本語吹き替え-須田祐介
伝説のジェダイ。

#### シーズン3
アックス・ウォーヴス
演-サイモン・カシアニデス/日本語吹替-早川毅
マンダロリアン傭兵部隊の指導者。
公爵夫人
演-リゾ/日本語吹替-斉藤貴美子
夫ボンバルディエ卿とともにプラジール15の共同統治者を務める。当惑星の貴族の娘。
ボンバルディエ卿
演-ジャック・ブラック/日本語吹替-西村太佑
妻である公爵夫人とともにプラジール15の共同統治者を務める。更生のために送られてきた元帝国の軍人。
ヘルゲイト長官
演-クリストファー・ロイド/日本語吹替-中博史
プラジール15の保安部の指揮者。

### 帝国軍残党とその関係者
モフ・ギデオン
演-ジャンカルロ・エスポジート/日本語吹替-二又一成
旧銀河帝国軍将校。"ザ・チャイルド"の身柄を狙っており、彼と"マンダロリアン"が巻き込まれた一連の事件の黒幕でもある。
マンダロアを統治するヴィズラ家のシンボルであるダークセーバーを所有していたが、後に決闘で"マンダロリアン"に奪われた。
クライアント（S1）
演-ヴェルナー・ヘルツォーク/日本語吹替-伊藤和晃
“獲物”捕獲の依頼主。
ドクター・ペン・パーシング
演-オミッド・アブタヒ/日本語吹替-青木崇
クライアントのために働く科学者。
イライア・ケイン
演-ケイティ・オブライエン（en:Katy O'Brian）/日本語吹替-内野恵理子
モフ・ギデオンの部下。S3では新共和国の捕虜となってスパイとなる。(S2-)
帝国宇宙貨物船船長
演-タイタス・ウェリヴァー/日本語吹替-
モーガン・エルズベス
演-ダイアナ・リー・イノサント（en:Diana Lee Inosanto）/日本語吹替-深見梨加
惑星コルヴァスの街カロダンで圧政を敷く監督官。モフ・ギデオンの配下。
ラング
演-マイケル・ビーン/日本語吹替-
エルズベスに仕える傭兵。

### その他日本語吹き替え・役不明
- ボルケーノ太田
- さかき孝輔
- 近内仁子
- 深澤純
- 今井詩子
- 松本惣己
- 草野峻平
- 田中仁人
- 小玉雄大
- 木村日翠
- 米田えん
- 藤野蒼生
- 榊夏美
- 石田さくら
- 佐野仁香
- 羽鳥佐
- きそひろこ
- 佐藤愁貴
- 黒田浩一
- 山田寛人
- 山橋正臣

## 主な舞台となる惑星
ネヴァロ
賞金稼ぎギルドの本部や"チルドレン・オブ・ザ・ウォッチ"の拠点がある火山・焦土地帯の惑星。賞金稼ぎやならず者、帝国軍残党の溜まり場だったが、改心して監督官となったカルガや保安官となったデューンたちが立て直したようで、第2シーズンでは酒場が学校に作り変えられたほか商店などで賑わっており、街の入り口にも立派な鳥居のようなゲートが建っている。
マンダロア
『スター・ウォーズ/クローン・ウォーズ（テレビシリーズ）』などに登場していたマンダロリアンたちの故郷の惑星。"大粛清"にて首都サンダーリを含む各地が爆撃され、住民も虐殺された。完全に滅亡し、人が住める環境ではないとされているが…？
サンダーリ中心地の地下にはベスカー鋼の鉱山と、入れば罪を償えるとされる"生ける泉"がある。
カレヴァラ
『クローン・ウォーズ』に登場したサティーン・クライズの出身惑星。心が折れてしまったボ＝カターンがしばらくここに隠棲していた。クライズ家の居城があったが、第3シーズンで破壊されてしまった。

## 用語など
マンダロリアン
本作のタイトルにもなっている、優れた賞金稼ぎや傭兵で知られた人々。ジェダイと幾度となく渡り合い、アーマラー曰く「一万年の歴史がある」とのこと。特徴として戦士文化やその技術の継承を重視しており、その文化に所属する者たちをマンダロリアンと呼ぶため、種族というより民族のような扱いをされている。
"大粛清"で帝国軍によって大多数が虐殺されたが、"マンダロリアン"たちやボ=カターン・クライズの一派は生き延びた。
チルドレン・オブ・ザ・ウォッチ
第2シーズンにて判明した"マンダロリアン"たちの所属する派閥の名称。宣誓・儀礼として"我らの道"という文言をよく用いる。
『人前でヘルメットを脱いではならない』など様々な掟があり、それを破ったものは破門される。ほかの派閥からはカルト扱いされている。
ナイト・アウル
ボ＝カターンが率いている、青や灰色を基調としたアーマーが特徴的なマンダロリアンの一派。マンダロア包囲戦や帝国との戦いで活躍している。
ダークセーバー
『クローン・ウォーズ』にて登場した武器。長方形の柄と黒く光る刀身が特徴。マンダロリアン初のジェダイであるター・ヴィズラなる人物の手で作成されており、彼の縁者によってジェダイ聖堂から盗まれて以降、マンダロア統治の象徴となっている。
過去作ではヴィズラ家をはじめとした様々な人物の手を渡り歩き、『スター・ウォーズ 反乱者たち』にてサビーヌ・レンからボ＝カターンに引き渡されたはずだが今作ではなぜかモフ・ギデオンの手に渡っていた。のちに"マンダロリアン"がギデオンとの決闘で勝ち取り、以後とある時まで彼が所持していた。
今作ではダークセーバーに関するある掟と"大粛清"に関する悲しい事実が明らかになる。
ミソソー
マンダロリアンたちの間で伝説として伝わっている恐竜にマンモスの牙が生えたような四足歩行の生物。その頭蓋骨は彼らのシンボルとして知られている。マンダロアの鉱山はかつて彼らの住処だったとされている。
大粛清/千の涙の夜
惑星マンダロアにて帝国軍がおこなった大虐殺。惑星全土が爆撃され、住民も亡くなった。

## 製作

### 背景
『スター・ウォーズ』のテレビドラマの製作は2009年初頭に始まり、2012年までに50本以上の脚本が書かれたが、その複雑な内容のため実現にはあまりにも高額となることが予想された。その当時のタイトルは『Star Wars: Underworld』であった。2013年1月、2012年にルーカスフィルムがウォルト・ディズニー・カンパニーに買収されたことを受けて当時のABCネットワーク社長のポール・リーは「ルーカスフィルムと組んでぜひ何かやりたいと思っています。まだ何をやるかはわかりませんし、話し合いを始めてもいませんけれどね。実写シリーズを検討し、あらゆる要素を見据えて、正しい選択肢を見極めたいと思います。ルーカスフィルムの買収が完了するまでは議論できませんでしたが、すでに完了した今、やり取りのなかでこの話題が出てくるのは間違いないでしょう」と語った。2014年6月、ボバ・フェットの登場を含めたシリーズの詳細が明かされた。

### 企画
2017年11月9日、ディズニーとルーカスフィルムは開設予定のディズニーのストリーミングサービス（当時まだ名称未定だったDisney+）向けに『スター・ウォーズ』の新作のテレビドラマを企画中であることを発表した。この発表は投資家向けの四半期決算発表の際にウォルト・ディズニー・カンパニー会長兼CEOのボブ・アイガーにより行われた。2018年2月6日、投資家との別の財務報告電話会議でアイガーが複数の『スター・ウォーズ』のテレビドラマの企画があることを明かし、「私たちがディズニー直営のカスタマー・アプリ向けに企画する『スター・ウォーズ』のシリーズは1つだけではありません。私たちが伝えてきたように、企画中のもののうちの1つをまもなく公表できるでしょう。契約はまだ完全に済んでいないので詳細は明かせませんがね。あなたたちがテレビでも高レベルの才能を目にすることは、重要なことだろう」と語ったことが報じられた。
2018年3月8日、次のシリーズではジョン・ファヴローが脚本とエグゼクティブ・プロデューサーを務めることが発表された。2018年5月、シリーズは『ジェダイの帰還』の3年後を舞台とし、第1シーズンの脚本の半分が出来上がったことが明かされた。8月5日、シリーズの製作費は10話で1億ドルに及ぶと報じられた。10月3日、タイトルの『The Mandalorian』と番組の内容が発表された。その翌日、更なるエグゼクティブ・プロデューサーとしてデイヴ・フィローニ、キャスリーン・ケネディ、コリン・ウィルソンが参加し、またカレン・ギルクライストが共同エグゼクティブ・プロデューサーを務めることが明らかとなった。フィローニはシリーズ第1話の監督も務め、また他にタイカ・ワイティティ、ブライス・ダラス・ハワード、リック・ファミュイワ、デボラ・チョウも監督として参加する。12月19日、ルドウィグ・ゴランソンがシリーズの音楽を作曲することが発表された。

### キャスティング
2018年11月、ペドロ・パスカル、ジーナ・カラーノ、ニック・ノルティの出演が発表された。2018年12月12日、ジャンカルロ・エスポジート、カール・ウェザース、エミリー・スワロー、オミッド・アブタヒ、ヴェルナー・ヘルツォークがメインキャストに追加されたことが発表された。2019年3月21日、タイカ・ワイティティが声の出演を務めることが明かされ、それは当初はバウンティハンター・ドロイドのIG-88と推測されたが、後に新キャラクターのIG-11であることが報じられた。2019年4月のスター・ウォーズ セレブレーションで上映された映像でビル・バーとマーク・ブーン・ジュニアの出演が明らかとなった。
2021年2月10日、ルーカスフィルムはジーナ・カラーノを解雇し、シーズン3以降の本作品に登場しない見通しになったことが同月12日にアメリカの各メディアから報じられた。カラーノは2020年アメリカ合衆国大統領選挙を巡る論争の中で別のユーザーがInstagramに投稿した、現在の共和党支持者の扱いをナチス・ドイツ下におけるユダヤ人迫害（ホロコースト）になぞらえた内容をシェアしており、ルーカスフィルムは「彼女のソーシャルメディアへの投稿は、文化的・宗教的アイデンティティーに基づいて人々を中傷しており、嫌悪を催させるもので容認できない」との声明を発表した。シーズン3エピソード1において、彼女の演じるキャラ・デューンはネヴァロの保安官から新共和国の特殊部隊に転属になったと説明された。

### 撮影
シリーズの主要撮影は2018年10月の第1週のあいだに南カリフォルニアで始まった。10月19日、ジョージ・ルーカスはファヴローのバースデー・サプライズとしてセットを訪問し、後にルーカスが番組制作にある程度の関与をしたことが明らかとなった。10月25日、カリフォルニア州マンハッタンビーチのスタジオにある『The Mandalorian』のセットから道具の窃盗があったことが報じられた。シーズン1の撮影は2019年2月27日に完了した。

### テーマ

#### 父と子
スター・ウォーズシリーズでは、父と子の親密な関係はあまり描かれず、むしろダース・ベイダーとルーク・スカイウォーカーのような壊れた父子関係が描かれてきた。本シリーズでは、"マンダロリアン"が別種族の幼児であるザ・チャイルドをいつくしみながらも危険な現場にも連れ回し、二人は助け合う。ここには明らかに『子連れ狼』（英語題名"Lone Wolf and Cub"）の影響がみられる。

## マーケティング
2018年10月4日、シリーズの最初の宣材写真が公開された。それはライフルを持つマンダロリアンの写真であった。約1週間後、ファヴローは自身の公式インスタグラム・アカウントで『スター・ウォーズ・ホリデー・スペシャル』でボバ・フェットが持っていたのと同じダブルバレルのライフルの写真を公開した。
2019年4月11日、第1話が2019年11月12日にDisney+で配信されることが発表された。2019年4月14日、ファヴローとデイヴ・フィローニとキャスト陣はスター・ウォーズ・セレブレーションの『Mandalorian』パネルで映像を初公開された。2019年8月23日、米国のアナハイムで開催されたディズニーファンイベント「D23 Expo 2019」において、予告編が初公開された。2019年10月28日、第二弾予告編がStar Wars公式YouTubeチャンネルで公開された。
日本では2019年11月25日、公式動画サービス「ディズニーデラックス」にて12月より配信開始されることがウォルト・ディズニー・ジャパンから発表され、同年12月26日に第1話が配信開始となった。第2話は2020年1月3日に配信。以降は毎週金曜日に1話ずつ、全8話配信された。
シーズン2およびシーズン3も、全世界で毎週1エピソードずつ公開されている。

## 評価

### 受賞
2020年9月20日に開催された第72回プライムタイム・エミー賞では、ドラマシリーズ部門作品賞にノミネートしたが受賞は逃した。一方で、撮影賞シングルカメラ・シリーズ(30分)部門、作曲賞シリーズ部門、プロダクションデザイン賞(30分以下)、音楽編集賞コメディおよびドラマシリーズ(30分)およびアニメーション部門、音楽ミキシング賞コメディおよびドラマシリーズ(30分)およびアニメーション部門、特殊効果賞、スタントコーディネーション賞ドラマシリーズおよびリミテッドシリーズおよびテレビ映画部門を受賞した。
2021年2月28日に開催された第78回ゴールデングローブ賞でも、テレビドラマ部門作品賞にノミネートしたが受賞は逃した。
シーズン3は、第75回プライムタイム・エミー賞クリエイティブ・アーツ部門のスタント・パフォーマンス賞を受賞した。

### Disney+の会員数
2021年3月9日、ウォルト・ディズニー・カンパニー最高経営責任者（CEO）のボブ・チャペックは同日に開催された株主総会において、本作品とマーベル・シネマティック・ユニバースの『ワンダヴィジョン』がDisney+のキラーコンテンツとなり、会員数の増加に大きく貢献したことを明らかにした。

## スピンオフ

### ボバ・フェット/The Book of Boba Fett
『ボバ・フェット/The Book of Boba Fett』（原題：The Book of Boba Fett）が2021年12月に配信開始されることが発表され、2021年12月29日より配信されている。
テムエラ・モリソン演じるボバ・フェットとミンナ・ウェン演じるフェネック・シャンドを中心に描く。5年前と「現在」が交互に描かれ、「現在」は本シリーズのシーズン2とシーズン3の間に置かれる。“マンダロリアン”とグローグーも登場し、二人の間の関係の変化が描かれる。

### アソーカ
2020年12月、『アソーカ』（原題：Ahsoka）が発表された。本シリーズに続いてロザリオ・ドーソンがアソーカ・タノを演じ、2023年8月23日より配信されている。
なお、Rangers of the New Republicの企画も2020年12月に発表されたが、中止になったと報道された。

### Skeleton Crew
2022年5月、ジョン・ワッツおよびChristofer Fordによって企画された"Skeleton Crew"が発表された。ジョン・ファヴローとデイブ・フィローニは製作総指揮となる。本シリーズや『スター・ウォーズ:アソーカ』と同じ時期の物語である。2024年のリリースが予定されている。

### フィローニによる映画
本シリーズ、『ボバ・フェット/The Book of Boba Fett』、『スター・ウォーズ:アソーカ』の間の関連するストーリーの完結編となる映画が、フィローニ監督で企画されている。

### 映画 The Mandalorian & Grogu
2024年1月、ファヴローが映画The Mandalorian & Groguを監督すると報じられた。

## 漫画
『月刊ビッグガンガン』（スクウェア・エニックス）にて、「スター・ウォーズ」シリーズの2作品をコミカライズ連載する企画を開催。『スター・ウォーズ: ビジョンズ』とともに、2022年5月25日発売の同誌Vol.06より2024年10月25日発売のVol.11まで連載された。漫画は大沢祐輔が担当。